# Ataru Oikawa
Ataru Oikawa (及川中, Oikawa Ataru) est un réalisateur de cinéma japonais né le 5 septembre 1957.

## Filmographie
- 1999 : Tomie (富江?)
- 2003 : Lovers' Kiss (en) (ラヴァーズ・キス?)
- 2004 : Tokyo Psycho (東京伝説 蠢く街の狂気, Tōkyō densetsu ugomeku: Machi no kyōki?)
- 2005 : Einstein Girl (en) (アインシュタインガール, Ainshutain gāru?)
- 2005 : Tomie: Beginning (富江 BEGINNING?)
- 2005 : Tomie: Revenge (富江 REVENGE?)
- 2007 : Appartement 1303 (1303号室, 1303 gōshitsu?)
- 2007 : Kisshō tennyo (en) (吉祥天女?)
- 2008 : Higurashi no naku koro ni (ひぐらしのなく頃に?)
- 2009 : Higurashi no naku koro ni: Chikai (ひぐらしのなく頃に 誓?)
- 2011 : Shojō sensō (少女戦争?)